# Helina mohelii
Helina mohelii este o specie de muște din genul Helina, familia Muscidae, descrisă de Adrian C. Pont în anul 1978. Conform Catalogue of Life specia Helina mohelii nu are subspecii cunoscute.